# Talk Talk Mobile
Talk Talk Mobile, é um operador móvel virtual pertencente à cadeia de lojas The Phone House. Foi o primeiro operador deste tipo a aparecer em Portugal. Como operador móvel virtual, utiliza a rede da Optimus.